# 山梨県道619号箕輪須玉線
山梨県道619号箕輪須玉線（やまなしけんどう619ごう みのわすたません）は、山梨県北杜市を起点・終点とする一般県道である。増富ラジウムラインの一部を成している。

## 概要
山梨県道605号清里須玉線とともに、かつての佐久甲州往還として建設された。そのためこの道路の多くの区間は国道141号と平行している。
国道141号との交差点を起点に、狭小区間を抜けて台地の下へと出る。その後須玉川に沿って南下し、北杜市役所須玉総合支所に至る。

### 路線データ
- 起点：山梨県北杜市高根町箕輪新町（高根駐在所前交差点＝国道141号交点、山梨県道32号長坂高根線終点）
- 終点：山梨県北杜市須玉町若神子（若神子上交差点＝山梨県道28号北杜八ヶ岳公園線起点、山梨県道601号増富若神子線終点、山梨県道621号須玉中田線起点）
- 延長：約6km

## 通過する自治体
- 山梨県北杜市

## 交差・接続する道路
- 国道141号（北杜市高根町・高根駐在所前交差点）
- 山梨県道32号長坂高根線（同上）
- 山梨県道605号清里須玉線（北杜市須玉町穴平）
- 山梨県道28号北杜八ヶ岳公園線（北杜市須玉町・若神子上交差点）
- 山梨県道601号増富若神子線（同上）
- 山梨県道621号須玉中田線（同上）

## 周辺
- 高根駐在所
- たかねの湯
- 須玉川
- 北杜市立須玉小学校
- 北杜市役所 須玉総合支所